# Konami Krazy Racers
Konami Krazy Racers, conocido en Japón como Konami Wai Wai Racing Advance es un videojuego crossover de carreras de karts para Game Boy Advance en donde los competidores son personajes de distintas sagas populares de la compañía Konami. Este título fue desarrollado por KCEK y publicado por Konami en el año 2001, primero en Japón y meses después en Norteamérica y Europa. También fue relanzado para la Consola Virtual en 15 de octubre de 2015 en Europa y Australia, y en 26 de noviembre de 2015 in Estados Unidos.

## Información general
Konami Krazy Racers es el tercer videojuego de la saga Konami Wai Wai, en donde la compañía Konami reúne a los personajes de sus sagas más populares en un gran crossover. Este se diferencia completamente de los anteriores juegos, los cuales eran juegos de plataformas cooperativos. Konami Krazy Racers en cambio reúne a los personajes de Konami para un juego de carreras de karts con un estilo muy influenciado por la saga Mario Kart. Debido a esto recibió muchas comparaciones con su competidor directo Mario Kart: Super Circuit que fue lanzado dos meses después para la misma consola.
El videojuego incluye a ocho personajes seleccionables que corresponden a franquicias como Gradius, Castlevania, Pop'n Music y Metal Gear. Del mismo modo, las pistas y músicas recrean los particulares mundos de cada una de esas franquicias.
Konami Krazy Racers utiliza gráficos de Mode 7 para recrear un entorno tridimensional. Incluye además modos multijugador en donde pueden conectarse hasta cuatro jugadores y la posibilidad de guardar el progreso mediante batería interna. Los controles utilizados son los convencionales para este tipo de juegos.

## Trama
El juego inicia con un mensaje que les llega por correo electrónico a los personajes de Konami. En este se les invita a participar de un Grand Prix entre todos los personajes que se desarrollará en el Circuito Konami para ver quien se convertirá en el campeón. El mensaje tiene la firma de Konami Man.

## Mecánica
Al iniciar la partida, el jugador puede escoger uno de los ocho personajes disponibles, cada uno con sus propias ventajas y limitaciones. En la carrera, los ocho personajes compiten dentro de la pista por llegar primero a la meta. Para ganar el jugador debe salir en uno de los primeros tres lugares, de lo contrario perderá una vida y tendrá que reiniciar la pista.
Para completar una pista hay que dar tres vueltas. Las pistas del juego presentan escenarios fantásticos con temáticas distintas y todo tipo de obstáculos y peligros, como una pista de lava en donde llueve fuego sobre los competidores o la pista del cielo en donde hay que usar rampas para superar largos precipicios.
Como es costumbre en este tipo de juegos, a lo largo de la pista aparecen campanas que al ser tocadas otorgan un ítem al competidor que puede usar cuando lo crea conveniente. Las campanas azules conceden un turbo para acelerar rápidamente y las campanas rojas otorgan ítems al azar con diversos efectos como atacar a los oponentes, hacerse invencible o colocar trampas.
Los controles del videojuego son sumamente sencillos y se basan simplemente en un botón de acelerar; otro para frenar, que resulta útil para tomar curvas pronunciadas; y el botón de ataque para utilizar el ítem recibido. También se puede dar un pequeño salto que permite esquivar los peligrosos huecos.

## Corredores

### Personajes Iniciales
| Corredor:             | Descripción: | Atributos:                                                           |
| --------------------- | --- | -------------------------------------------------------------------- |
| Goemon                | Representante de la saga Ganbare Goemon. Es un joven honrado de sangre caliente que ha rescatado al Antiguo Edo de incontables peligros. Ha decidido participar de la competencia debido a un extraño presentimiento sobre la carrera que lo ha estado perturbando.                                    | Velocd. Máx: 3, Aceleración: 4, Neumáticos: 3, Asistente: Sasuke     |
| Pawapuro-Kun          | Representante de la saga Jikkyou Powerful Pro Baseball. Un joven que adora el béisbol y sueña con aparecer en el torneo de béisbol "Summer Koshien" de colegios secundarios en donde compiten los mejores equipos colegiales del país. ¿Podrá el apoyo de los fanes darle una ventaja en Krazy Racers? | Velocd. Máx: 2, Aceleración: 3, Neumáticos: 5, Asistente: Akio Yabe  |
| Pastel                | Representante de la saga TwinBee. Piloto de la nave WinBee, es una dulce y extrovertida que pasa la mayor parte de su tiempo manteniendo la paz en Donburi Island como miembro del equipo TwinBee. | Velocd. Máx: 3, Aceleración: 4, Neumáticos: 3, Asistente: WinBee     |
| Nyami                 | Representante de la saga Pop'n Music. Es una estrella del Pop adolescente que, junto a su compañera Mimi, actúa como presentadora de TV y cantante. El show en el que aparece llamado "Pop'n Party" está siempre arriba en los rankings.                                                               | Velocd. Máx: 3, Aceleración: 5, Neumáticos: 2, Asistente: Dino       |
| Takosuke              | Representante de la saga Parodius. El hijo de Mr. Parodius, apareció en el primer Parodius y aún continúa siendo un animado representante del Poder Paro. Todavía sigue provocando alborotos en algún que otro lugar.                                                                                  | Velocd. Máx: 2, Aceleración: 3, Neumáticos: 5, Asistente: Michael    |
| Cyborg Ninja          | Representante de la saga Metal Gear. Poseedor de un fuerte físico y gran habilidad de combate. La verdadera naturaleza del ninja, no obstante, está envuelta en un misterio. | Velocd. Máx: 3, Aceleración: 5, Neumáticos: 2, Asistente: Mi-24 Hind |
| Dracula (Castlevania) | Representante de la saga Castlevania. El señor de los demonios fue sellado y puesto a dormir por un largo tiempo, pero luego se lo resucitó para que pudiera participar en Krazy Racers. | Velocd. Máx: 5, Aceleración: 2, Neumáticos: 2, Asistente: La Muerte  |
| Moai (Konami)         | Representante de la saga Gradius. Constantemente dispara Anillos Ion para derrotar al Vic Viper. ¿Será posible que pertenezca a unas antiguas ruinas espaciales? | Velocd. Máx: 5, Aceleración: 2, Neumáticos: 2, Asistente: Yoshiko    |

### Personajes Secretos
Estos personajes están ocultos al inicio y deben ser desbloqueados para poder seleccionarlos.
| Corredor: | Descripción: |
| --------- | --- |
| Beartank  | Representante del videojuego de lucha, Rakuga Kids. Es mitad oso verde y mitad tanque, fue dibujado por una niña llamada Clione. Es el personaje más rápido del juego. Por alguna razón, se encuentra frecuentemente durmiendo.                                   |
| Ebisumaru | Representante de la saga Ganbare Goemon. El mejor amigo y compañero de aventuras de Goemon. Tiene una personalidad excéntrica e incomprensible, su pasatiempo favorito por ejemplo, es disfrazarse de bailarina clásica. Es además muy popular entre las mujeres. |
| King      | Representante de la saga Pop'n Music. Una estrella de la música americana y fanático del fútbol americano. Estaba retirado hasta que una antigua carta de uno de sus fanes lo hizo regresar.                                                                      |
| Vic Viper | Representante de la saga Gradius. Es una legendaria nave espacial que ha salvado al universo en incontables ocasiones. Su capacidad de volar le otorga una ventaja en velocidad.                                                                                  |

### Ítems
Los ítems son objetos que aparecen a lo largo de la carrera y otorgan ventajas al corredor que los toca. 
| Ítem:              | Efecto: | Costo Item Shop: |
| ------------------ | --- | ---------------- |
| Moneda             | Aparecen en cantidades en el modo Grand Prix. Se pueden acumular para luego comprar objetos en el Item Shop. Son limitadas, las monedas recogidas ya no vuelven a aparecer.                    | ?                |
| Campanas           | Aparecen varias a lo largo de la pista. La campana azul otorga únicamente un Turbo Propulsor. La campana roja otorga un ítem de combate aleatorio.                                             | -                |
| Turbo Propulsor    | Concede un fuerte impulso espontáneo de velocidad. Se pueden acumular varios si se recogen dos o más Campanas Azules consecutivas.                                                             | No disponible    |
| Muro cristal       | Deja colocada una pared de cristal que causa daño al competidor que la toque. También se puede lanzar hacia delante como un proyectil y tiene la propiedad de rebotar por las paredes.         | 10 Monedas       |
| Ojo Fantasma       | Vuelve al corredor invisible frente a los demás competidores. | 10 Monedas       |
| Topo               | Deja un hueco en el suelo, el competidor que lo pise se caerá. | 10 Monedas       |
| Bomba              | El jugador deja colocada una bomba en el piso que explota al cabo de un instante y daña a los corredores que la toquen. También se puede lanzar hacia delante.                                 | 15 Monedas       |
| Triple Misil       | Dispara tres misiles consecutivos hacia el frente que explotan si impactan con un rival. | 25 Monedas       |
| Misil Teledirigido | Dispara un misil que persigue y ataca automáticamente al rival que se encuentre adelante. | 30 Monedas       |
| Poder Porcino      | Transforma a todos los rivales en cerditos. Esto los hace más lentos y les impide usar ítems temporalmente.                                                                                    | 40 Monedas       |
| Barrera            | Protege al jugador de todo tipo de daño y lo hace más rápido temporalmente. | 50 Monedas       |
| Batería Eléctrica  | Produce una descarga de rayos que ataca y detiene a todos los rivales. | 80 Monedas       |
| Asistente          | El ítem más raro y poderoso. Invoca a un personaje asistente por tiempo limitado que hace que el jugador se vuelva invulnerable y más rápido, y además ataca a los rivales que estén adelante. | No disponible    |

### Item Shop
El Item Shop es una tienda accesible desde el menú principal en donde el Dr. Cinnamon vende ítems al jugador a cambio de monedas. Estos son los mismos ítems que aparecen en la carrera con la Campana Roja. Cuando el jugador compra un determinado ítem, aumenta la cantidad de veces que puede usarlo cuando lo recibe (normalmente cada ítem solo se puede usar una vez). Por ejemplo, si compra dos bombas, luego en la carrera podrá arrojar tres bombas consecutivas en lugar de solo una. Desde luego, los mejores ítems son los más caros.

## Modos de juego

### Krazy GP
Es el modo de juego principal en donde el jugador puede competir por la copa del campeón. Se compone de cuatro campeonatos, cada uno presenta cuatro circuitos en donde el jugador debe correr contra otros siete personajes y tratar de llegar en uno de los primeros tres lugares. El jugador que mejores calificaciones tenga al terminar las cuatro pistas se convertirá en el campeón. 
Al iniciar el juego solo se puede escoger el primer campeonato, para acceder a los demás hay que conseguir las licencias especiales en el License Center. Los campeonatos son: 
- Krazy Cup: Inicial
- Hyper Cup: Requiere licencia "Clase B"
- Premium Cup: Requiere licencia "Clase B"
- Champion Cup: Requiere licencia "Clase A"

El objetivo del juego es lograr salir campeón en los cuatro campeonatos. 

### License Center
Este modo de juego se compone de pequeñas pruebas que permiten al jugador mejorar su licencia de conductor para poder acceder a los campeonatos avanzados. El jugador inicia con una licencia "Clase C", que solo permite competir en el campeonato Krazy Cup, pero al ir ganando en el modo Krazy GP se podrá acceder a los exámenes para mejorar la categoría. Los exámenes son: 
- Licencia Clase B: Requiere salir campeón del torneo Krazy Cup. Presenta dos pruebas.
- Licencia Clase A: Requiere salir campeón de los torneos Hyper Cup y Premium Cup. Presenta tres pruebas.
- Licencia Clase S: Requiere salir campeón del torneo Champion Cup. Presenta cuatro pruebas.

Obtener la licencia Clase S es la máxima meta del juego y permite ver un final alternativo. 

### Time Attack
En este modo el jugador puede correr solo y sin contrincantes en cualquiera de las pistas desbloqueadas. Sirve como práctica o para tratar de superar el récord de tiempo. 

### Free Run
El jugador compite en cualquier pista escogida con los otros siete personajes a modo de práctica. 

### Mini-Battle
El jugador puede escoger dos minijuegos en donde se enfrenta a otros tres corredores: 
- Bomb Chaser: Este es un minijuego de persecución en donde cuatro corredores se encuentran en un área abierta. Un personaje al azar recibe una bomba y el cronómetro comienza a correr en cuenta regresiva. El corredor con la bomba debe perseguir y tocar a otro personaje para transferirle su problema. El resto de los competidores deben tratar de escapar. También aparecen campanas para utilizar ítems. El jugador que tiene la bomba cuando se acaba el tiempo explota y pierde, los otros tres son los vencedores.
- Chicken Race: Los cuatro competidores deben correr en un camino derecho avanzando en línea recta hacia el vacío. Al acercarse al borde deben frenar para evitar pasarse y caerse. El jugador que logra frenar más cerca de la orilla es el vencedor.

### Versus
Modo multijugador en donde pueden enfrentarse hasta cuatro jugadores. Permite competir en los modos Free-Run, Match Race y los minijuegos de Mini-Battle. 

## Recepción y crítica
El juego recibió críticas sumamente favorables por parte de la prensa especializada. En todos los casos se lo comparó por su enorme parecido con el juego Mario Kart: Super Circuit de Nintendo, su competidor directo para la misma consola. Aunque ambos títulos fueron anunciados en simultáneo, Mario Kart, mucho más anticipado, retrasó su fecha de salida varios meses y esto favoreció a Krazy Racers que fue el primero en salir al mercado.
Se señalaron como aspectos favorables sus gráficos, efectos de escala y Mode 7 que al momento de salir el juego todavía eran poco de manera tan avanzada usados en la Game Boy Advance también se destacó el apartado musical basado en varias sagas clásicas de Konami. Como principal aspecto negativo se hizo mención a la falta de un botón de derrape, que es muy común en este tipo de juegos, alegando que su ausencia reduce la experiencia de juego al haber menos técnica.

## Curiosidades
- Los pingüinos y pajaritos que aparecen en el menú principal del juego son enemigos comunes recurrentes de la saga Parodius.
- En la pista "Cyber Field" se pueden ver contenedores con el número 573. Este número es un chiste interno que se encuentra en distintas formas en muchos juegos clásicos de Konami.
- En la pista Space Colony se puede ver en el fondo a varios personajes de Parodius: Pentarou (pingüino), Mambo y Samba (peces mola), Anna Baburowa (panda), Eagle Sabu (águila), Tako (pulpo), Michael (cerdo).
- En la pista Poppin' Beach se puede ver en el fondo a varios personajes de Pop'n Music: Nyami y Mimi, The King y Dino.
- En la pista Ice Paradise aparece Penta, el protagonista de Antartic Adventure, la música de fondo también proviene que aquel juego.